# Henri Louette
Henri Louette (* 6. September 1900 in Rance; † 9. Januar 1985 in Pointe-Claire) war ein belgischer Eishockeyspieler. 

## Karriere
Henri Louette nahm für die belgische Nationalmannschaft an den Olympischen Winterspielen 1924 in Chamonix teil. Mit seinem Team belegte er den siebten und somit letzten Platz. Er selbst kam im Turnierverlauf in drei Spielen zum Einsatz und erzielte bei der 5:7-Niederlage seiner Mannschaft gegen Frankreich zwei Tore. Auf Vereinsebene spielte er für Le Puck in Antwerpen. 